# Marie-Sœurette Mathieu

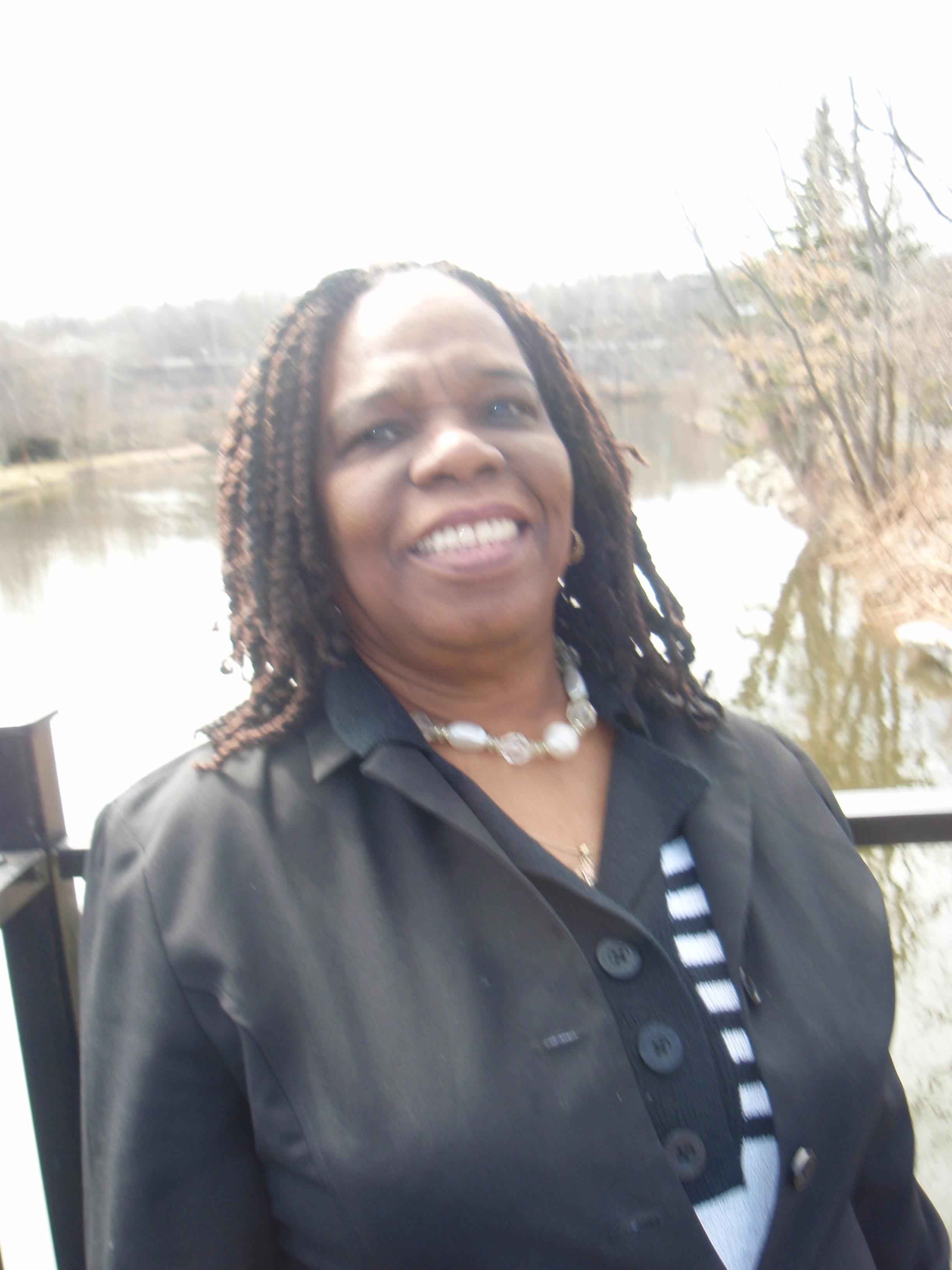
Marie-Soeurette (2014)

Marie-Sœurette Mathieu (* 10. August 1949 in Port-au-Prince; † 20. Juli 2023) war eine haitianische Autorin.
1970 ging sie in die USA und später nach Québec. Sie studierte Soziologie und Bildung an der UQAM, und sie war Mitglied der UNEQ und der Société littéraire de Laval.

## Schriften
- Lueurs. Port-au-Prince 1971.
- Poèmes d'autrefois und Fêlures. Schindler Press, Montréal 1976.
- Lueurs und Quinze poèmes d'éveil. Édition Lagomatik, Montréal 1991.
- Pagaille dans la ville. Humanitas, Montréal 1995.
- Ardémée. Poèmes. Humanitas, Montréal 1997.
- L'amour en exil. Éditions du Centre International de Documentation et d′Information Haïtienne, Caribéenne et Afro-Canadienne (CIDIHCA), Montréal 2000.
- Double choc pour Mélanie. Éditions du Centre International de Documentation et d′Information Haïtienne, Caribéenne et Afro-Canadienne (CIDIHCA), Montréal 2002.[3]
- Retrouvailles. Éditions Teichtner, Laval 2004.
- Un pas vers la Matrice. Éditions Grenier, Montréal 2009.
- L'autre face des Étoiles, Poèmes et Haïkus. Éditions Le grand fleuve, Lorraine 2012, ISBN 978-2-922673-21-0.